# Afrolepis pygidialis
Afrolepis pygidialis är en skalbaggsart som beskrevs av Brenske 1903. Afrolepis pygidialis ingår i släktet Afrolepis och familjen Melolonthidae. Inga underarter finns listade i Catalogue of Life.